# Corralillo, Veracruz
Corralillo är en ort i Mexiko.   Den ligger i kommunen Platón Sánchez och delstaten Veracruz, i den sydöstra delen av landet, 220 km norr om huvudstaden Mexico City. Corralillo ligger 103 meter över havet och antalet invånare är 350.
Terrängen runt Corralillo är huvudsakligen platt, men västerut är den kuperad. Runt Corralillo är det ganska tätbefolkat, med 70 invånare per kvadratkilometer. Närmaste större samhälle är Tantoyuca, 18,8 km nordost om Corralillo. Trakten runt Corralillo består till största delen av jordbruksmark.